# Természet-helyreállítási rendelet
A természet-helyreállítási rendelet vagy a természet helyreállításáról szóló rendelet az Európai Unió rendelete, melynek célja az EU környezetének védelme és a természet jó ökológiai állapotának helyreállítása ökológiai helyreállítás révén. A törvény az európai zöld megállapodás és az EU biológiai sokféleséggel kapcsolatos stratégiájának központi eleme, és kötelezővé teszi az abban a „természet helyreállítására” vonatkozóan meghatározott célokat. 2026-ig az uniós tagállamoknak ki kell dolgozniuk nemzeti helyreállítási terveiket. 2030-ig a rossz állapotú élőhelyek legalább 30%-át, 2040-ig 60%-át, 2050-ig pedig 90%-át kell helyreállítaniuk.
A rendelet válasz Európa hanyatló természeti környezetére: az élőhelyek több mint 80%-a rossz állapotban van. Céljai között szerepel az ökoszisztéma-szolgáltatások működésének védelme, az éghajlatváltozás mérséklése, az ellenálló képesség és az autonómia a természeti katasztrófák megelőzésével és az élelmezésbiztonságot fenyegető kockázatok csökkentésével, valamint a károsodott ökoszisztémák helyreállítása.
A rendeletre az Európai Bizottság 2022. június 2-én tett javaslatot. 2024. június 17-én az Európai Unió Tanácsa elfogadta, majd 2024. július 29-én az EU Hivatalos Lapjában közzétették, így 2024. augusztus 18-án (a közzétételt követő 20. napon) hatályba lépett.

## Fordítás
- Ez a szócikk részben vagy egészben  a   Nature Restoration Law című angol Wikipédia-szócikk ezen változatának fordításán alapul.  Az eredeti cikk szerkesztőit annak laptörténete sorolja fel. Ez a jelzés csupán a megfogalmazás eredetét és a szerzői jogokat jelzi, nem szolgál a cikkben szereplő információk forrásmegjelöléseként.